# Badki
Badki (nep. बड्की) – gaun wikas samiti w zachodniej części Nepalu w strefie Karnali w dystrykcie Jumla. Według nepalskiego spisu powszechnego z 2001 roku liczył on 636 gospodarstw domowych i 3579 mieszkańców (1735 kobiet i 1844 mężczyzn).